# Poco (gruppo musicale)
I Poco sono un gruppo musicale statunitense, possono essere considerati tra i pionieri del country rock californiano.

## Storia del gruppo
Si formarono nel 1968 dallo scioglimento dei Buffalo Springfield, dopo la decisione di Neil Young e Stephen Stills di perseguire la carriera solistica. I due componenti rimasti, Richie Furay (chitarra solista e ritmica) e Jim Messina (chitarra ritmica), dopo aver ultimato il mixaggio dell'album di addio della band, decisero di intraprendere un nuovo percorso insieme.
Volevano formare un gruppo che facesse una musica rock con forti influenze country e molto orientata alla melodia e ai virtuosismi corali. Iniziarono così la ricerca di altri musicisti. Il primo ad unirsi a loro fu Rusty Young, incontrato negli studi per l'ultimazione dell'album dei Buffalo Springfield, talentuoso musicista abile con chitarre ritmiche e pedal steel guitar. A sua volta Young presentò un batterista, George Grantham. L'ultimo a unirsi al gruppo fu il bassista Randy Meisner. Nacquero così i Pogo.
Le prime esibizioni dei Pogo nei principali locali di Los Angeles furono accolte da ovazioni del pubblico. Dopo pochi mesi la band fu costretta a cambiare nome, perché il creatore di un omonimo personaggio dei fumetti rivendicò il diritto esclusivo all'uso del nome. Ripiegarono su un somigliante Poco.
Nel gennaio del 1969, mentre la band era impegnata nel mixaggio del primo album, Randy Meisner abbandonò il gruppo per dissapori con i fondatori Furay e Messina. Poco dopo uscì Pickin' Up the Pieces, il primo album dei Poco, che ottenne un successo di critica accompagnato da un moderato riscontro a livello di vendite. Una nota di colore sull'album di esordio riguarda la partenza improvvisa di Meisner: le copertine dell'album erano già pronte per la stampa quando ci fu la defezione, per cui l'immagine del bassista fu sostituita da quella di un cane e le copertine poterono andare in stampa dopo pochissimi giorni. L'anno successivo uscì il secondo lavoro, chiamato semplicemente Poco, in cui debuttò Timothy B. Schmit, il sostituto di Meisner.
Il sodalizio tra Furay e Messina si incrinò presto. Messina voleva suonare musica rock, mentre i Poco stavano virando verso il country più tradizionale. Messina decise di lasciare il gruppo, ma accettò di registrare ancora un album live DeLIVErin', che confermò il talento della band e che servì per introdurre il suo sostituto Paul Cotton. Il cambio di formazione determinò una svolta country che portò alla produzione dell'interessante From the Inside nel 1971.

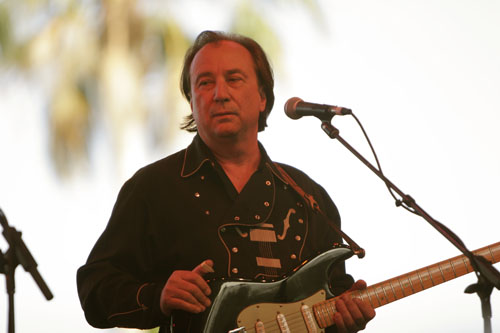
Jim Messina, fondatore del gruppo

Il vero successo tuttavia tardava ad arrivare. Nel 1972 i Poco distribuirono il nuovo album A Good Feelin' to Know. Nonostante le grandi aspettative della band, il disco fu un mezzo fallimento e il leader Furay decise che era il momento di cambiare rotta. In quel tempo l'ex-bassista Meisner iniziava la carriera di successo con gli Eagles, Messina riempiva stadi e arene con il collega Kenny Loggins, e i Poco restavano nel limbo. Nel 1973 uscì sul mercato l'album Crazy Eyes, con cui di fatto Furay si accomiatò dai Poco. Il successo fu discreto.
Dal 1974 i Poco divennero un quartetto, formato da Rusty Young, George Grantham, Paul Cotton e Timothy B. Schmit. Iniziò un periodo molto prolifico che portò il gruppo a pubblicare due album nello stesso anno, Seven e Cantamos, l'anno seguente uscì il secondo album dal vivo Live nonché l'LP Head over Heels e nel 1976 (anno in cui si registra nella band una fugace apparizione di Al Garth) fu la volta di Rose of Cimarron. I numerosi dischi non ottennero però il successo sperato. Dopo l'ennesimo tonfo di Indian Summer nel 1977, Schmit lasciò il gruppo e si unì agli Eagles per sostituire (ancora una volta) Randy Meisner. Fu chiaro a tutti che qualcosa stava finendo; nello stesso anno fu deciso di salutare i propri fans con un concerto d'addio a cui partecipò anche il redivivo Furay per rendere omaggio alla band.
Poco dopo anche Grantham lasciò i compagni Cotton e Young, che decisero di tenere in vita il nome della band. Nel 1978, con l'aiuto di strumentisti complementari, uscì così Legend, che contiene due discreti successi come Crazy Love e The Heart of the Night. Dopo la ricca tournée di Legend il gruppo tornò in studio, ma i lavori che seguirono – Under the Gun (1980), The Blue and the Gray (1981), Cowboys & Englishmen (1982), Ghost Town (1982) e Inamorata (1984) – furono clamorosi insuccessi.
Dopo cinque anni di silenzio, nel 1989, per il ventennale, il quintetto originale dei Poco (Young, Furay, Messina, Grantham e Meisner) tornò insieme per firmare un nuovo CD, Legacy, e il successo tornò grazie a un album di ottima fattura e a una tournée entusiasmante. Cotton, che non era membro originale, fu escluso dal progetto.
Nel 1992, dopo la lunghissima tournée, le strade dei componenti originari dei Poco si separarono nuovamente. Cotton accettò di ritornare a esibirsi come Poco assieme al solo Young e con il solito aiuto di affidabili strumentisti, tra cui spiccava il bassista Jack Sundrud che già in passato aveva prestato la sua opera al duo. I concerti si susseguirono anno dopo anno, finché nel 2002, poco dopo il rientro nel gruppo del batterista Grantham, non uscì il nuovo album della band, Running Horse.
Nel 2004 Young, Cotton, Grantham e Sundrud furono raggiunti dal fondatore Furay per la registrazione di un CD live che sarebbe diventato anche DVD Keeping the Legend Alive e l'anno seguente uscì il quarto live del gruppo intitolato Bareback at Big Sky con il batterista George Lawrence in sostituzione di Grantham colpito da infarto durante uno show nel 2004.
Nel 2006 Rusty Young, Paul Cotton e Jack Sundrud realizzarono un ulteriore CD, questa volta acustico, dal titolo The Wildwood Sessions, una raccolta di canzoni eseguite senza l'aiuto di alcuna batteria.
Dopo l'addio di Paul Cotton (dovuto principalmente a questioni di compensi e royalties), la band, dopo averlo rimpiazzato col tastierista Michael Webb, si mise subito al lavoro su un nuovo progetto che ha visto la luce nei primi mesi del 2013. L'LP All Fired Up, uscito nel mese di marzo fu il primo album da studio dopo ben undici anni dal precedente Running Horse.

## Discografia
- 1969 - Pickin' Up the Pieces
- 1970 - Poco
- 1971 - Deliverin' (Live)
- 1971 - From the Inside
- 1972 - A Good Feelin' to Know
- 1973 - Crazy Eyes
- 1974 - Seven
- 1974 - Cantamos
- 1975 - Head over Heels
- 1976 - Live
- 1976 - Rose of Cimarron
- 1977 - Indian Summer
- 1978 - Legend
- 1980 - Under the Gun
- 1981 - Blue and Gray
- 1982 - Cowboys & Englishmen
- 1982 - Ghost Town
- 1984 - Inamorata
- 1989 - Legacy
- 2002 - Running Horse
- 2004 - The Last Roundup (registrato nel 1977)
- 2004 - Keeping the Legend Alive
- 2005 - Bareback at Big Sky
- 2006 - The Wildwood Sessions
- 2013 - All Fired Up

## Raccolte/Riedizioni
- 1975 - The Very Best of Poco
- 1979 - Poco: The Songs of Paul Cotton
- 1979 - Poco: The Songs of Richie Furay
- 1980 - The Best Of
- 1982 - Backtracks
- 1989 - Crazy Loving: The Best of Poco 1975-1982
- 1990 - A Retrospective
- 1990 - The Forgotten Trail (1969-74)
- 1995 - Ghost Town/Inamorata (riedizione dei due album in un unico CD)
- 1996 - On the Country Side
- 1997 - The Essential Collection (1975-1982)
- 1998 - The Ultimate Collection
- 1999 - The Very Best of Poco
- 2000 - 20th Century Masters - The Millennium Collection: The Best of Poco
- 2001 - Take 2 raccolta condivisa (5 brani ciascuno) con i New Riders of the Purple Sage
- 2002 - The Very Best of Poco (Third Version) raccolta rimasterizzata (BGO Records) della compilation pubblicata solo su vinile (2 LP) nel 1975
- 2002 - From the Inside/A Good Feelin' to Know (riedizione dei due album in un unico CD)
- 2004 - Pickin' Up the Pieces/Poco (riedizione dei due album in un unico CD)
- 2005 - Alive in the Heart of the Night
- 2006 - Keep on Tryin'
- 2006 - Poco Live
- 2005 - The Essential Poco
- 2006 - Gold
- 2006 - Best of Poco Live
- 2006 - Seven/Cantamos (riedizione dei due album in un unico CD)
- 2007 - Standing Room Only Live

## Formazione

### Storica
- Richie Furay - voce, chitarra
- Jim Messina - chitarra
- Rusty Young - chitarra
- Randy Meisner - basso
- George Grantham - batteria